# 御井神社 (養老町)
御井神社（みいじんじゃ）は、岐阜県養老郡養老町にある神社である。式内社の美濃国多芸郡御井神社であり、旧社格は郷社。
境内は春日神社と同一となっている。境内は同一であるが、鳥居は御井神社と春日神社は別々になっている。社殿に向かって右側が御井神社である。

## 沿革
創建時期は不明。「美濃国神名帳」に従五位下御井神の記載がある。元は現在地よりやや東にあり、境内には枯れることのない井戸があったという。
鎌倉時代の正応年間に洪水で大きな被害を受ける。再建されたが、安土桃山時代の天正年間には戦乱で焼失し衰退する。
江戸時代前期の正保年間の洪水の後、近くの神明神社の地に遷座する。御井神社は神明神社の境内社となる。
明治元年（1868年）に御井神社を主社、神明神社を境内社に変更され、明治6年（1873年）には郷社となる。明治14年（1881年）に春日神社の境内（現在地）に遷座する。

## 祭神
- 御井神

## 交通
- 養老鉄道養老線美濃高田駅より約3km